# Kościół Najświętszego Serca Pana Jezusa w Przeczowie
Kościół Najświętszego Serca Pana Jezusa – rzymskokatolicki kościół parafialny w Przeczowie. Świątynia należy do parafii Najświętszego Serca Pana Jezusa w Przeczowie, w dekanacie Namysłów zachód, archidiecezji wrocławskiej. Dnia 31 sierpnia 2007 roku, pod numerem A-55/2007 kościół został wpisany do rejestru zabytków województwa opolskiego.

## Historia kościoła
Pierwotnie kościół w Przeczowie był wzmiankowany już w 1229 roku. W XVI wieku świątynia ta zostaje przejęta przez ewangelików. W XVIII wieku w wyniku pożaru budowla uległa spaleniu. Obecny kościół został wzniesiony w stylu neogotyckim w 1864 roku.

## Architektura i wnętrze kościoła

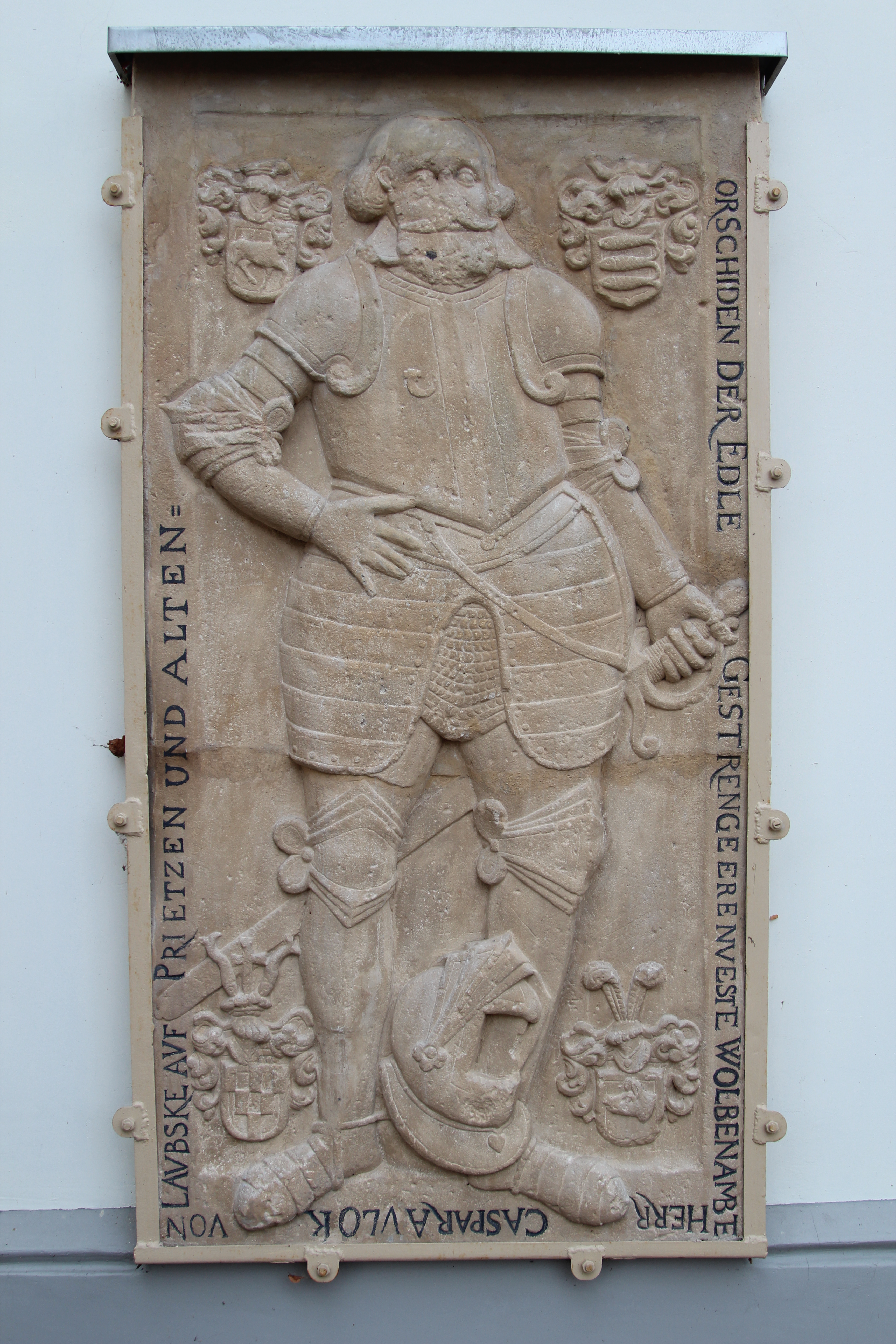
Płyta nagrobna Caspara von Aulock (2014)

Jest to budowla murowana, otynkowana w której murze wmurowana jest płyta nagrobna (epitafium) z 1788 roku. Jest to obiekt salowy z czteroprzęsłowym korpusem oraz widniejącą wieżą od strony zachodniej. Wnętrze pokrywa konstrukcja dachowa w formie dachu siodłowego, pokryta dachówka. W 2009 roku dach został poddany renowacji i konserwacji, która polegała na wymianie dachówki i pokryciu środkami grzybobójczymi i ogniochronnymi. Na trzech ścianach wnętrza świątyni znajdują się empory. Wieża w dolnej części jest kwadratowa, w górnej natomiast ośmioboczna nakryta iglicą pobitą blachą. W wyposażeniu wnętrza wyróżnia się ołtarz składający się z dwóch bocznych wieżyczek z pozłacanym tabernakulum w jego części centralnej oraz witraże. Okna są w kształcie ostrosłupów. Obok kościoła znajduje się kaplica z połowy XIX w.